# ماتر (إب)

تعديل مصدري - تعديل

ماتر هي إحدى قرى عزلة الروس بمديرية إب التابعة لمحافظة إب، بلغ تعداد سكانها 591 نسمة حسب تعداد اليمن لعام 2004.